# Vila Tončić u Splitu
Vila Tončić je zgrada u Splitu, Hrvatska. Nalazi se na adresi Slavićeva 44.

## Opis
Vila je sagrađena 1922. godine. Arhitekti su bili Kamilo Tončić i Karel Beneš. Uz nju je perivoj. Kraj nje prolazio je nekad usjek pruge, koja je danas pod zemljom.
Jedinstvena ambijentalna cjelina izgrađena je 1922. za Kamila Tončića, autora najznačajnijih secesijskih građevina u Splitu, ravnatelja Obrtne škole, utemeljitelja Etnografskog muzeja i prvog ravnatelja Galerije umjetnina. Projekt vile izradio je češki arhitekt Karel Beneš, profesor splitske Obrtne škole, ali ga je Tončič izmijenio. Sam je projektirao interijer vile i elemente vrta, fontanu, klupe, stupove i vaze koje su izradili učenici Obrtne škole. Prostornom organizacijom i arhitektonskim oblikovanjem vila Tončić ima obilježja kasnosecesijskoga sloga, iako s obzirom na godinu izgradnje potpuno zakašnjelog.

## Zaštita
Pod oznakom Z-4895 zavedena je kao nepokretno kulturno dobro - pojedinačno, pravna statusa zaštićena kulturnog dobra, klasificirano kao profana graditeljska baština.